# مگومدراسول مجیدوف
مگومدراسول مجیدوف (ترکی آذربایجانی: Məhəmmədrəsul Məcidov؛ زادهٔ ۲۷ سپتامبر ۱۹۸۶) بوکسور اهل جمهوری آذربایجان است.